# توسکولوم
توسکولوم (انگلیسی: Tusculum) یک شهر رومی ویران شده در تپه‌های آلبان هیلز، در منطقه لاتیوم ایتالیا است. توسکولوم در زمان رومیان به خاطر ویلاهای روستایی بزرگ و مجلل که در نزدیکی شهر قرار داشتند، اما در فاصله ای نزدیک از رم (به ویژه ویلاهای سیسرون و لوکولوس) مشهور بود.

## تاریخ
طبق نوشته‌های تیتوس لیویوس، صاحب کتاب از پیدایش روم، یکی از اشراف و بزرگان این شهر در سده‌های ششم و پنجم قبل از میلاد اکتاویوس مامیلیوس بود که از متحدان لوکیوس تارکوئینیوس متکبر، آخرین شاه روم، بود. چون تارکوئینیوس در ۵۰۹ ق.م. سرنگون شد و جمهوری روم تأسیس شد، او نخست به لارس پورسنا پناهنده شد، و چون نامبرده نتوانست در بازپس‌گرفتنِ تاج‌وتختش به او کمک کند، نزد دامادش اکتاویوس مامیلیوس رفت. مامیلیوس سپاهی از لاتینان فراهم کرد و پیروان تارکوئینیوس هم به او پیوستند و متفقاً در دریاچه رگیلوس با سپاه جمهوری نبرد کردند. در این جنگ، مامیلیوس کشته شد و لاتینان و سلطنت‌طلبان رومی شکست خوردند. این نبرد سرآغاز تسلط رومیان بر شهرهای لاتینی بود.

## پانوشت
1. ↑  تیتوس لیویوس. از پیدایش روم. ج. اول. صص. گفتار ۶۰.
2. ↑  تیتوس لیویوس. از پیدایش روم. ج. دوم. صص. گفتارهای ۹ و ۱۵.
3. ↑  تیتوس لیویوس. از پیدایش روم. ج. دوم. صص. گفتارهای ۱۹ و ۲۰.